# Turnsportzentrum Dornbirn
Das Turnsportzentrum Dornbirn (TSZ Dornbirn) wurde unmittelbar nach der 13. Weltgymnaestrada 2007 in Dornbirn gegründet. Der auf ehrenamtlicher Basis geführte Verein ist einer der jüngsten Vereine innerhalb der Vorarlberger Turnerschaft VTS. Schwerpunkte sind im Jugendbereich das Kunstturnen, das österreichische Breiten-Turn-Programm „Turn10“ und das Team-Turnen, im Erwachsenenbereich Aerobic, Step-Aerobic, Power-VIT, Salsa, Pilates sowie Yoga. Seit Oktober 2019 nutzt der Verein die Messehalle 5 mit 1500 m² als Trainingsstätte.
Im Jahr 2022 hat der Verein insgesamt 750 Mitglieder, davon werden 500 Jugendliche in Turngruppen betreut. Weitere 100 Personen nehmen an Fitnessprogrammen für Erwachsene teil.

## Veranstaltungen
Das Turnsportzentrum Dornbirn war Veranstalter mehrerer nationaler und internationaler Wettkämpfe:
- Österreichische Staatsmeisterschaften im Team-Turnen 2016[1] und 2021[2]
- Österreichische Jugendmeisterschaft 2012
- Internationaler TeamGym Cup, seit 2009[3]
- Landesjugendturnfest 2008 und 2009

Bei der Gymnaestrada 2007 und der Gymnaestrada 2019 in Dornbirn wurden 800 Teilnehmer betreut, gleichzeitig nahm 2019 eine Turngruppe des Vereins teil.
Auch bei der Gymnaestrada 2011 in Lausanne und 2015 in Helsinki nahm das Turnsportzentum mit einer Gruppe teil. Für die akrobatische Präsentation bei der World Gym For Life Challenge in Kapstadt erhielt die Turngruppe eine Silbermedaille.

## Erfolge

### Kunstturnen
- Katharina Fa
  - Staatsmeisterin Boden 2010[5]
  - EM-Teilnehmerin 2010, 2012 und 2014[6]
  - WM-Teilnehmerin 2010[6]
- Olivia Jochum
  - EM-Teilnehmerin 2016 in Bern, Schweiz
  - WM-Teilnehmerin 2015 in Glasgow, Großbritannien
  - EM-Teilnehmerin 2014 in Sofia, Bulgarien
  - WM-Teilnehmerin 2014 in Nanning, China
  - Österreichische Staatsmeisterin am Boden 2013[7]
  - Finalistin bei der Europäischen Olympischen Sommer-Jugendfestival 2011 in Trabzon, Türkei

### Team-Turnen
Neben dem Kunstturnen wird das aus Skandinavien stammende Team-Turnen betrieben. In dieser Disziplin ist das Elite-Team der Damen achtfacher Staatsmeister, zuletzt 2018 sowie EM-Teilnehmer 2008, 2010, 2012, 2014, 2016 und 2018 in Odivelas-Portugal.